# Мальцев, Абрам Моисеевич
Абрам Моисеевич Мальцев (20 апреля 1897, Чири-Юрт — 25 июля 1963, Ташкент) — советский хозяйственный, государственный и политический деятель, член-корреспондент АН Узбекской ССР.

## Биография
Родился в 1897 году в Чири-Юрте. Член КПСС с 1919 года.
С 1929 года — на хозяйственной, общественной и политической работе. В 1929—1946 гг. — стажёр, ассистент по селекции хлопчатника, директор Центральной селекционной станции СоюзНИХИ, заместитель Народного комиссара земледелия Узбекской ССР, главный контролёр группы Госконтроля Узбекской ССР, заведующий сельхозотделом ЦК КП Узбекистана, директор СоюзНИХИ, заведующий кафедрой селекции и семеноводства хлопчатника Ташкентского сельскохозяйственного института.
Избирался депутатом Верховного Совета Узбекской ССР 3-го созыва.
Умер в Ташкенте в 1963 году.